# Agrilinus surdus
Agrilinus surdus är en skalbaggsart som beskrevs av Antoine Boucomont 1929. Agrilinus surdus ingår i släktet Agrilinus och familjen Aphodiidae. Inga underarter finns listade i Catalogue of Life.